# 枚方市立西長尾小学校
枚方市立西長尾小学校（ひらかたしりつ にしながおしょうがっこう）は、大阪府枚方市長尾西町二丁目にある公立小学校。
枚方市北東部の丘陵地帯を校区としている。1985年に枚方市立田口山小学校より分離開校した。

## 沿革
- 1985年4月1日 - 枚方市立西長尾小学校として開校。枚方市立田口山小学校に仮校舎を設置。
- 1985年10月 - 現在地に校舎完成、移転。
- 2002年 - 校区を変更。

## 通学区域
- 枚方市 長尾北町1丁目・2丁目、招提大谷1丁目・2丁目、招提大谷3丁目（一部を除く）、長尾元町3丁目（一部）、長尾元町7丁目（一部）、長尾西町1丁目（一部）、長尾西町2丁目・3丁目、長尾谷町1丁目（一部）。

2009年までの卒業生は枚方市立長尾中学校および枚方市立長尾西中学校の2校に分かれて進学していた。ただし2010年以降は全員が枚方市立長尾西中学校に進学する。

## 交通
- 京阪バス 西長尾バス停、長尾谷町バス停。
- 片町線（学研都市線） 長尾駅 北西へ約1.5km。

## その他情報
- 西長尾小学校は西長尾遺跡の遺跡範囲に所在し、学校建設時に行われた発掘調査で弥生時代後期～古墳時代前期の竪穴建物跡が検出された。竪穴建物内には炭化材が残っていたため、地面から切り取って保存処理を行い、市立旧田中家鋳物民俗資料館に移動された。現在は同資料館内で公開されている[1]。